# Høka DHL-230
1960 entwickelte die norwegische Hønefoss Karosserifabrikk (Høka) eine dieselhydraulische Rangierlokomotive mit der Firmenbezeichnung Høka DHL-230. Es handelte sich um eine zweiachsige Lokomotive mit 28 Tonnen und einem luftgekühlten Deutz-Motor mit 230 PS. Der Rangiertraktor war so leistungsstark, dass er auf manchen Rangierfahrten eine Dampflokomotive ersetzen konnte.

## Geschichte

### Norsk Jernverk 10
Die erste Lokomotive wurde von Norsk Jernverk gekauft, erhielt den Namen „Einar“ und die Nummer 10. Der weitere Lebenslauf der Lokomotive ist nicht bekannt.

### NSB Skd 221
1961 wurden zwei weitere Lokomotiven gebaut. Die Norges Statsbaner (NSB) waren daran interessiert, diesen Rangiertraktor auszuprobieren. So wurden beide sofort nach ihrer Fertigstellung an die NSB vermietet.
Diese wurden dem Distrikt Oslo zugeteilt und erhielten als Mietlokomotiven von den NSB die Betriebsnummern 42 01 und 42 02. Die Probefahrten verliefen erfolgreich, nach einem Jahr wurden die beiden Lokomotiven gekauft. Nun bekamen sie die Baureihenbezeichnung Skd 221 mit den Nummern 146 und 147.
Skd 221 146 wurde im Distrikt Oslo eingesetzt und Skd 221 147 in Bergen beheimatet. 1963 wurde Skd 221 147 in den Distrikt Stavanger umgesetzt, wo sie in den ersten Jahren häufig auf der Flekkefjordbane eingesetzt wurde. Bei Bedarf beförderte sie auch Reisezüge.
Die Rangierlokomotiven bewährten sich bei den NSB gut und hatten ein moderneres Aussehen. 1964 wurden weitere vier Exemplare bei Hønefoss Karosserifabrikk gekauft: Skd 221 148–151. Die Lokomotiven Skd 221 146 und 147 waren bei der Auslieferung 1961 rot lackiert. Die Skd 221 148–151 wurden 1964 grün ausgeliefert.
Skd 221 147 erhielt in den 1960er Jahren einen grünen Anstrich. Anfang der 1970er Jahre wurde die gesamte Serie neu rot lackiert, Skd221 151 bereits 1971.
Ende der 1980er Jahre wurden die Skd 221 146, 148 und 151 modernisiert, die drei anderen verschrottet. Die Modernisierung bestand im Wesentlichen aus dem Einbau eines stärkeren Motors, der Geräuschdämmung des Führerhauses, neuen Scheinwerfern und einer Neulackierung.
Eine Lokomotive steht als Ausstellungsstück vor dem Hadeland Glassverk in Jevnaker.

## DHL-200
1964 baute Høka eine ähnliche Lokomotive für den Eigenbedarf, diese erhielt einen etwas schwächeren Motor mit 200 PS (DHL-200). Diese Lokomotive wurde nach Schließung des Unternehmens an Strømmens Værksted abgegeben, wurde aber vermutlich kurz darauf verschrottet.